# Léonce Quentin
Léonce Gaston Quentin, né le 16 février 1880 à Chartres et mort le 1er décembre 1957 à Vincennes, est un archer français. Il est l'un des cofondateurs de la Fédération internationale de tir à l'arc.

## Palmarès
- Jeux olympiques
  -  Médaille d'argent en individuel 28m aux Jeux olympiques d'été de 1920 à Anvers.
  -  Médaille d'argent par équipes 33m aux Jeux olympiques d'été de 1920 à Anvers.
  -  Médaille d'argent par équipes 50m aux Jeux olympiques d'été de 1920 à Anvers.
  -  Médaille de bronze par équipes 28m aux Jeux olympiques d'été de 1920 à Anvers.
- Championnats du monde
  -  Médaille d'or par équipes aux Championnats du monde 1931 à Lwów.